# Sphecapatoclea gerasimovi
Sphecapatoclea gerasimovi är en tvåvingeart som beskrevs av Boris Borisovitsch Rohdendorf 1975. Sphecapatoclea gerasimovi ingår i släktet Sphecapatoclea och familjen köttflugor.
Artens utbredningsområde är Uzbekistan. Inga underarter finns listade i Catalogue of Life.